# Regionalpark Barnimer Feldmark
Der Regionalpark Barnimer Feldmark reicht vom Nordosten Berlins bis in die brandenburgischen Landkreise Barnim und Märkisch-Oderland. So werden städtische und ländliche Räume miteinander verbunden. Neben dem Naturschutz dient der Regionalpark Barnimer Feldmark als Instrument der Regionalplanung weiteren Zwecken wie der Naherholung und der Wirtschaftsförderung.

## Lage
Wie es der Name andeutet, hat der Regionalpark Barnimer Feldmark Anteil an der Landschaft Barnim. Diese ist nicht genau deckungsgleich mit dem Landkreis Barnim, denn Teile des Barnim gehören heute administrativ zum südlich anschließenden Landkreis Märkisch-Oderland. Darüber hinaus hat auch Berlin Anteil am Barnim, wenn man den Barnim in seiner Eigenschaft als Grundmoränenplatte betrachtet.
Der Regionalpark Barnimer Feldmark liegt somit im Berliner „Speckgürtel“, dem sogenannten „engeren Verflechtungsraum“.
Im Berliner Teil des Regionalparks, im Nordosten der deutschen Hauptstadt, bilden die von Grünanlagen durchzogenen Großwohnsiedlungen, im Volksmund auch Plattenbauten oder kurz „Platte“ genannt, vielfach einen starken Kontrast zu den angrenzenden, viel weniger bebauten Flächen jenseits der Stadtgrenze.
Auf Brandenburger Seite reicht der Regionalpark im Osten bis nach Eggersdorf, Strausberg und zum Gamengrund, einer eiszeitlichen Schmelzwasserrinne. Im Norden markiert eine ungefähre Linie von Tiefensee (Ortsteil von Werneuchen) nach Bernau die Begrenzung des Regionalparks. Der westliche Rand des Regionalparks wird in etwa von der Bahnstrecke von Bernau nach Berlin gebildet.
Der Regionalpark Barnimer Feldmark hat eine Fläche von ca. 43.000 ha.

## Landschaftscharakter
Der überwiegende Teil (über 60 %) des Regionalparks ist landwirtschaftlich geprägt. Die Böden der Grundmoränenplatte werden für Ackerbau, zum Teil auch für Viehzucht, außerdem um Werneuchen auch für den Obstanbau genutzt.
Im Osten des Regionalparks in der Gegend um Strausberg befinden sich einige Seen, während der große Rest des Regionalparks gewässerarm ist. Außer dem Haussee in Seefeld (zu Werneuchen) gibt es hauptsächlich kleine, durch eiszeitliches Toteis entstandene Stillgewässer, die sogenannten Pfuhle, die geomorphologisch den Söllen entsprechen.
Der Osten des Regionalparks ist stärker bewaldet als der offenere Westen. Die den Regionalpark nach Osten begrenzenden, zusammenhängenden Wälder sind sogar sehr ausgedehnt und nur wenig von menschlicher Infrastruktur wie Straßen oder Siedlungen durchzogen. Der Blumenthal, ein großes, zusammenhängendes Waldgebiet, reicht deutlich über den Regionalpark hinaus.
Die Grundmoränenlandschaft ist – im Westen überwiegend leicht, Richtung Osten auch mäßig – gewellt, wobei die glazialen (eiszeitlichen) Rinnen wie der Gamengrund zum Teil tief eingeschnitten sind und steile Hänge aufweisen.

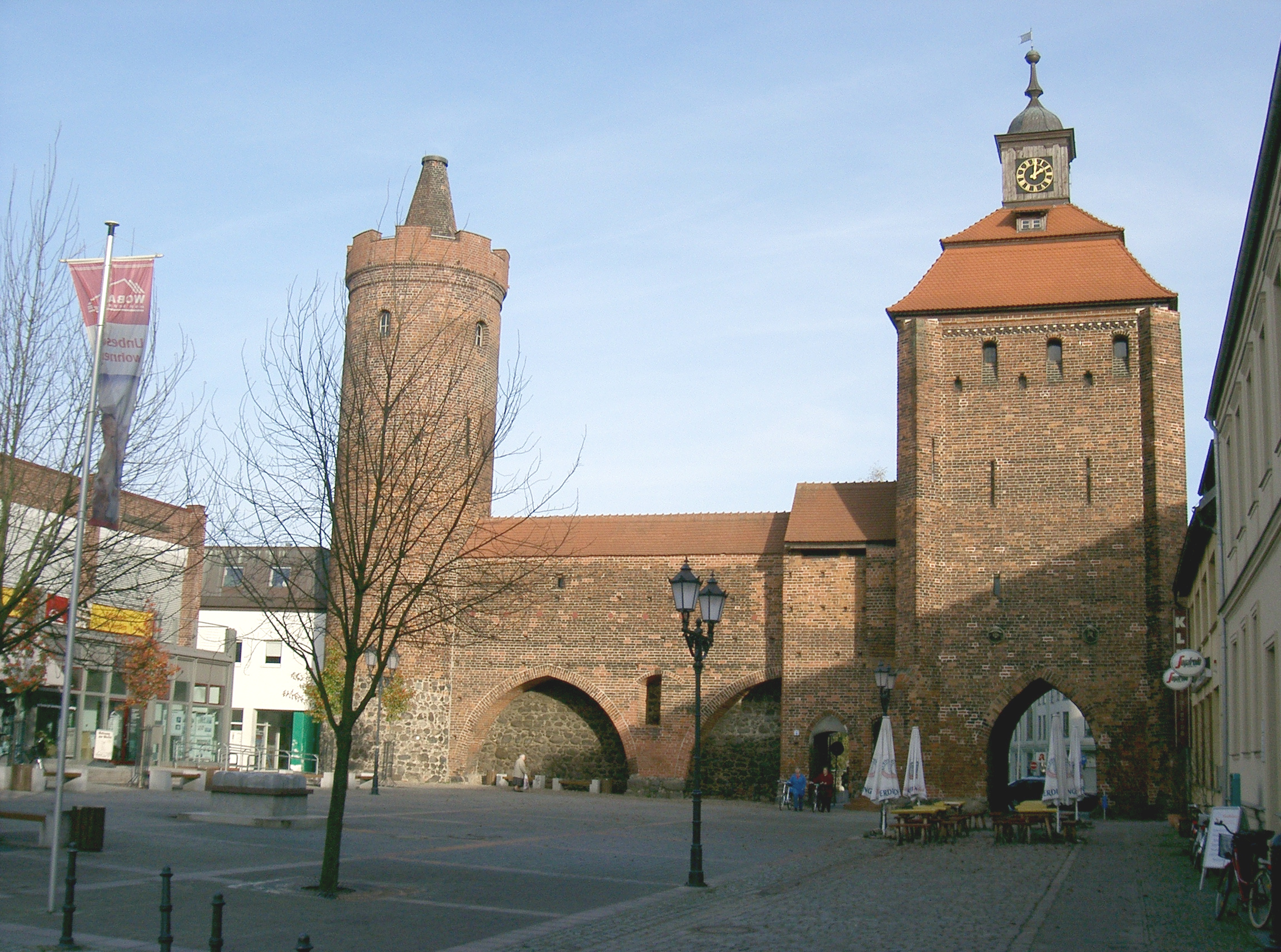
Steintor und Hungerturm in Bernau
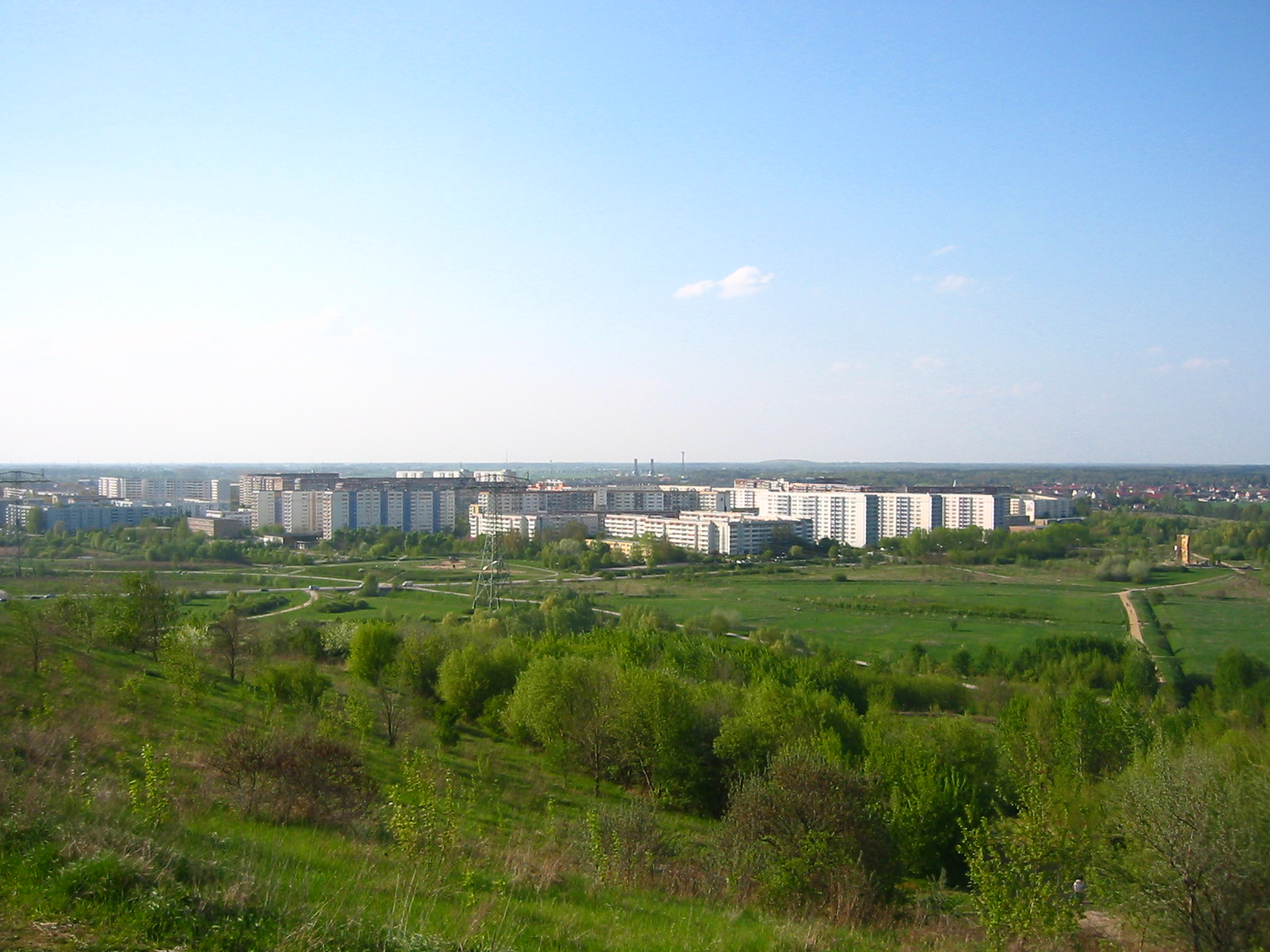
Blick von den Ahrensfelder Bergen auf Berlin-Ahrensfelde
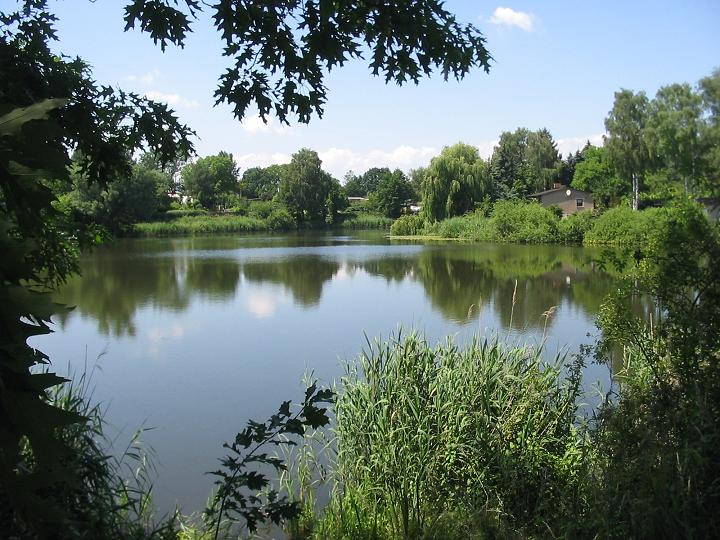
Retsee bei Hönow
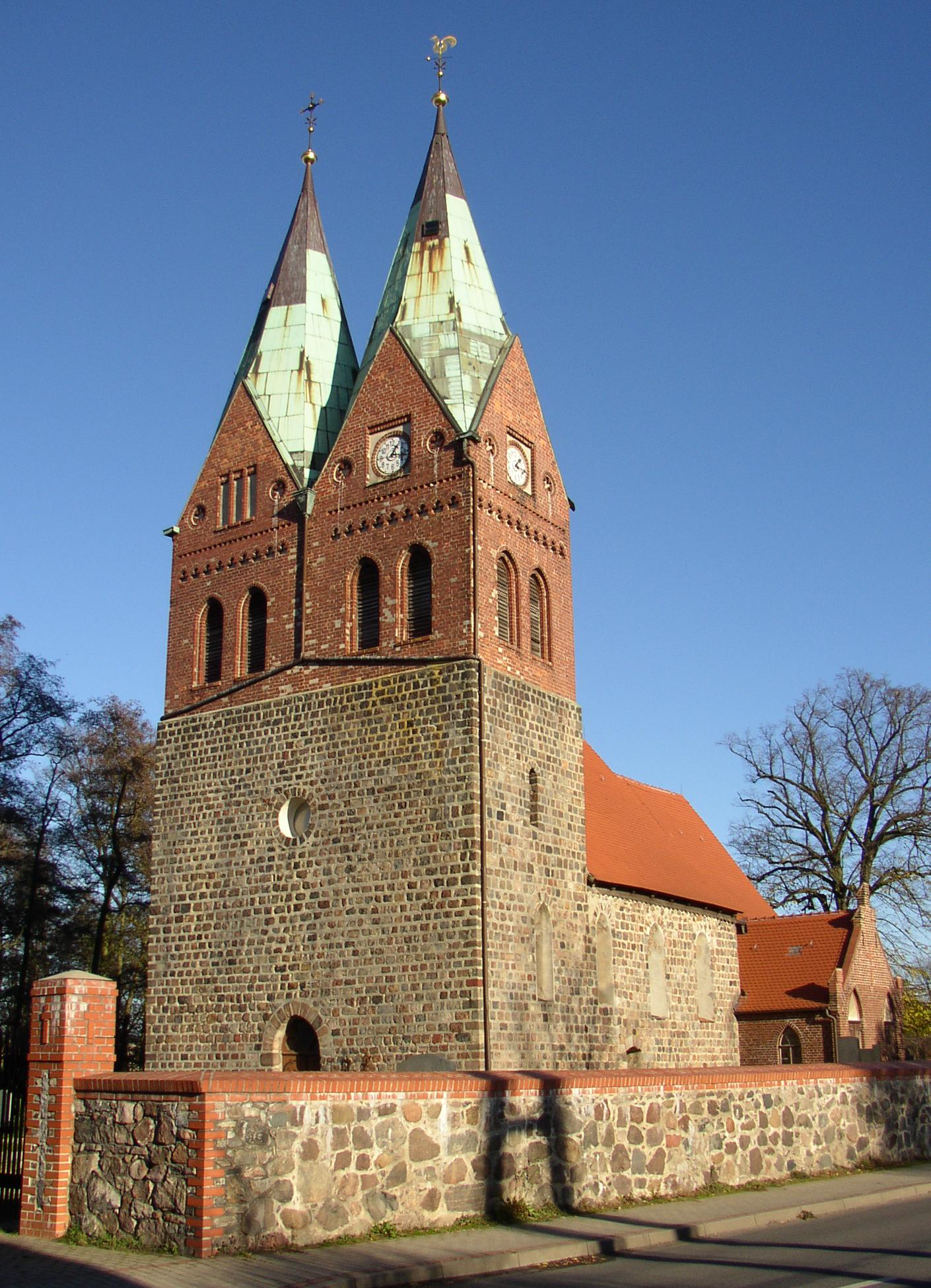
Kirche in Willmersdorf

## Orte im Regionalpark
Neben Berlin gibt es folgende Städte im Regionalpark oder an dessen Rand:

### Landkreis Märkisch-Oderland
- Altlandsberg
- Strausberg

### Landkreis Barnim
- Werneuchen
- Bernau

Ein weiterer größerer Ort ist Blumberg.
Daneben sind im Regionalpark Barnimer Feldmark zahlreiche Angerdörfer typisch, die sich unter anderen mit ihren Feldsteinkirchen oft ihren ursprünglichen Reiz bewahrt haben.

## Regionalpark Barnimer Feldmark e.V.
Der Verein „Regionalpark Barnimer Feldmark e. V.“ wurde 1996 gegründet und ist mit den sieben anderen Regionalparks in Berlin und Brandenburg im „Dachverband der Regionalparks in Berlin und Brandenburg e. V.“ organisiert.
Er versteht sich als „regionales Kommunikationsforum“ und hat folgende Ziele / Projekte:
- Dorfentwicklung
- Naturschutz und Landschaftspflege
- Beschäftigungsprojekte
- Förderung der regionalen Identität
- Überregionale Zusammenarbeit
- Öffentlichkeitsarbeit

Über den Verein Regionalpark Barnimer Feldmark werden zum Beispiel auch die Vermarktung regionaler ländlicher Produkte (Hofladen), gastronomische Angebote und Hotels sowie weitere touristische Angebote wie Reiterhöfe koordiniert.

## Verkehrswege zum und im Regionalpark

### Straßenverkehr
Im Südwesten durchquert der Berliner Autobahnaußenring, die Autobahn 10, den Regionalpark. Am Autobahndreieck Schwanebeck zweigt die Autobahn 11 Richtung Norden ab.
Eine weitere Verbindung von Berlin nach Norden stellt die Bundesstraße 2 dar, die auch Bernau durchquert.
Von Berlin nach Nordosten führt die Bundesstraße 158, die unter anderem die Orte Ahrensfelde, Blumberg, Seefeld, Werneuchen und Tiefensee berührt, quer durch den Regionalpark.
Die kleineren und größeren Orte sind durch oft als Alleen angelegte Straßen oder Wege verbunden.

### Eisenbahnverkehr
Überwiegend parallel zur Bundesstraße 158 quert auch eine Eisenbahnstrecke, die Wriezener Bahn, den Regionalpark. Sie verlässt das Berliner Stadtgebiet bei Ahrensfelde, dem Endpunkt der Linie S7 der Berliner S-Bahn, und führt nach Werneuchen. Bis dorthin wurde sie bis zum Dezember 2014 im Stundentakt von der Ostdeutschen Eisenbahn (ODEG) befahren, seitdem bedient die Niederbarnimer Eisenbahn die Linie RB25. Die im weiteren Verlauf stillgelegte Strecke führt über Tiefensee weiter nach Wriezen und wird zwischen Tiefensee und Sternebeck (außerhalb des Regionalparks) als Draisinenstrecke genutzt.
Neben dieser Querverbindung gibt es am Rand zwei Eisenbahnstrecken.
Im Süden ist dies die Ostbahn, die von Berlin nach Strausberg (bis dort auch mit S-Bahn-Verkehr [Linie S5]) und weiter Richtung Polen (Küstrin [Kostrzyn]) führt. Sie wird von der Linie RB26 der Niederbarnimer Eisenbahn befahren.
Im Westen verläuft die Stettiner Bahn von Berlin nach Bernau und weiter Richtung Eberswalde. Der Bahnhof Bernau ist der einzige Halt im Fernverkehr (Intercitys und einige Eurocitys). Er wird außerdem von der Regional-Express-Linie RE3 angefahren.

### Flugverkehr
Bei Werneuchen liegt der Sportflugplatz (Sonderlandeplatz) Werneuchen (Flugplatz Werneuchen) und bei Strausberg der Verkehrslandeplatz Strausberg (Flugplatz Strausberg).

## Information
Neben der Touristinformation Barnimer Feldmark e. V. gibt es dezentrale, über das Gebiet des Regionalparks verteilte Informationsstellen. Diese halten unter anderem jeweils Informationen über Wanderwege und Veranstaltungen wie das Regionalparkfest im Sommer bereit.
Im Internet bietet der Regionalpark ebenfalls Informationen zur Landschaft, zu den Projekten des Vereins und zum Tourismus.